# Aedimorphus senyavinensis
Aedimorphus senyavinensis is een muggensoort uit de familie van de steekmuggen (Culicidae). De wetenschappelijke naam van de soort is voor het eerst geldig gepubliceerd in 1949 door Knight & Hurlbut.